# چنارلی
چنارلی، روستایی از توابع بخش گلی داغ شهرستان مراوه تپه در استان گلستان ایران است.

## جمعیت
این روستا در شهرستان مراوه تپه قرار دارد و براساس سرشماری مرکز آمار ایران در سال ۱۳۹۵، جمعیت آن ۹۲۲ نفر ( ۲۲۶ خانوار) بوده‌است.